# Diane Franklin
Diane Franklin (Plainview, 11 febbraio 1962) è un'attrice statunitense.

## Filmografia parziale

### Cinema
- Amityville Possession (Amityville II: The Possession), regia di Damiano Damiani (1982)
- L'ultima vergine americana (The Last American Virgin), regia di Boaz Davidson (1982)
- La vergine americana (Second Time Lucky), regia di Michael Anderson (1984)
- Sapore di hamburger (Better Off Dead), regia di Savage Steve Holland (1985)
- Terror vision - Visioni del terrore (TerrorVision), regia di Ted Nicolaou (1986)
- Commissione d'esame (How I Got Into College), regia di Savage Steve Holland (1989)
- Bill & Ted's Excellent Adventure, regia di Stephen Herek (1989)
- Il massacro di Amityville (The Amityville Murders), regia di Daniel Farrands (2018)
- Ted Bundy: American Boogeyman, regia di Daniel Farrands (2021)

### Televisione
- Così gira il mondo (As the World Turns) – soap opera, 6 puntate (1979)
- Deadly Lessons – film TV (1983)
- Un'isola sulla luna (Summer Girl) – film TV (1983)
- Bay City Blues – serie TV, 3 episodi (1983-1984)
- Detective per amore (Finder of Lost Loves) – serie TV, 1 episodio (1985)
- L'alba di Dallas (Dallas: The Early Years) – film TV (1986)
- Matlock – serie TV, 2 episodi (1987)
- Baby Sitter – serie TV, 1 episodio (1987)
- Alfred Hitchcock presenta (Alfred Hitchcock Presents) – serie TV, 1 episodio (1989)
- La signora in giallo (Murder, She Wrote) – serie TV, episodio 7x11 (1991)
- Providence – serie TV, 1 episodio (1999)
- In tribunale con Lynn (Family Law) – serie TV, 1 episodio (2000)